# Bad Boys (Wham!)
Bad Boys è un singolo del duo pop britannico Wham!, pubblicato nel 1983 ed estratto dall'album Fantastic.
Il brano è stato scritto e coprodotto da George Michael.

## Tracce
- 7"

1. Bad Boys – 3:20
2. Bad Boys (Instrumental) – 3:25

## Classifiche
| Classifica (1983)        | Posizione massima |
| ------------------------ | ----------------- |
| Australia                | 9                 |
| Belgio (Fiandre)         | 8                 |
| Finlandia                | 5                 |
| Germania                 | 12                |
| Irlanda                  | 3                 |
| Norvegia                 | 8                 |
| Nuova Zelanda            | 10                |
| Paesi Bassi              | 26                |
| Regno Unito              | 2                 |
| Stati Uniti              | 60                |
| Stati Uniti (dance club) | 28                |
| Svezia                   | 11                |
| Svizzera                 | 6                 |